# Dub na Novině
Dub na Novině je památný strom na okraji pastviny u příjezdové cesty na Novinu v okrese Sokolov v Karlovarském kraji ve Slavkovském lese.
Solitérní dub letní (Quercus robur) má měřený obvod 409 cm, výšku 21,5 m (měření 2014). V době vyhlášení památným stromem bylo jeho stáří odhadováno na 200 let. Roste v nadmořské výšce nad 600 m, což je u velkých dubů hodně vzácné.
Strom je ohrazen, aby jej nepoškozoval pasoucí se dobytek.
Za památný byl vyhlášen v roce 2001 pro svůj vzrůst s rovným kmenem a širokou korunou, jako esteticky zajímavý strom a jako krajinná dominanta.

## Stromy v okolí
- Jilm pod Starou Ovčárnou (zaniklý)
- Lípa u pomníčku v Hruškové
- Pasecká lípa
- Lípa na Paseckém vrchu
- Douglaska Na pile

## Fotogalerie

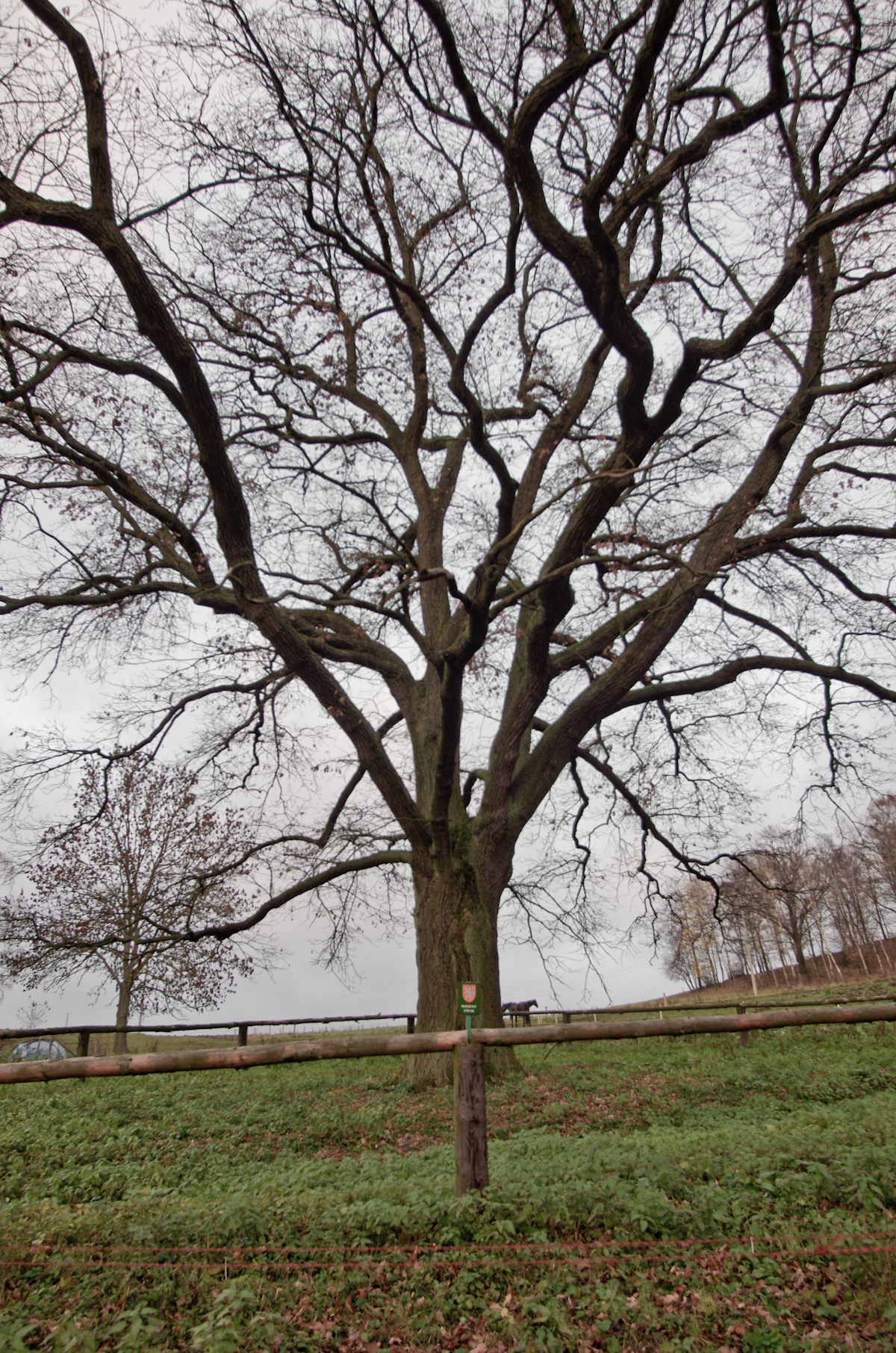
v listopadu 2013
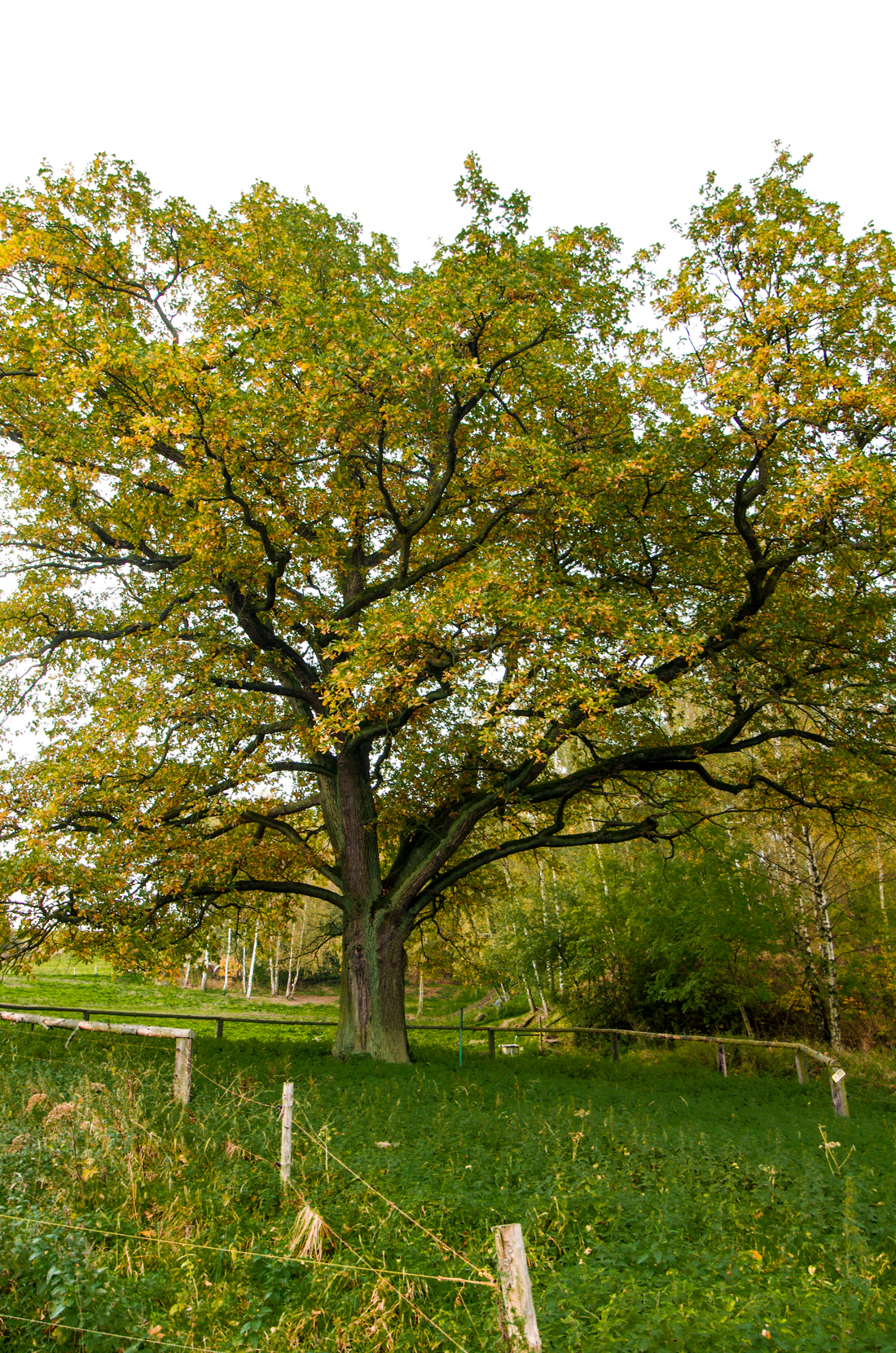
v říjnu 2014
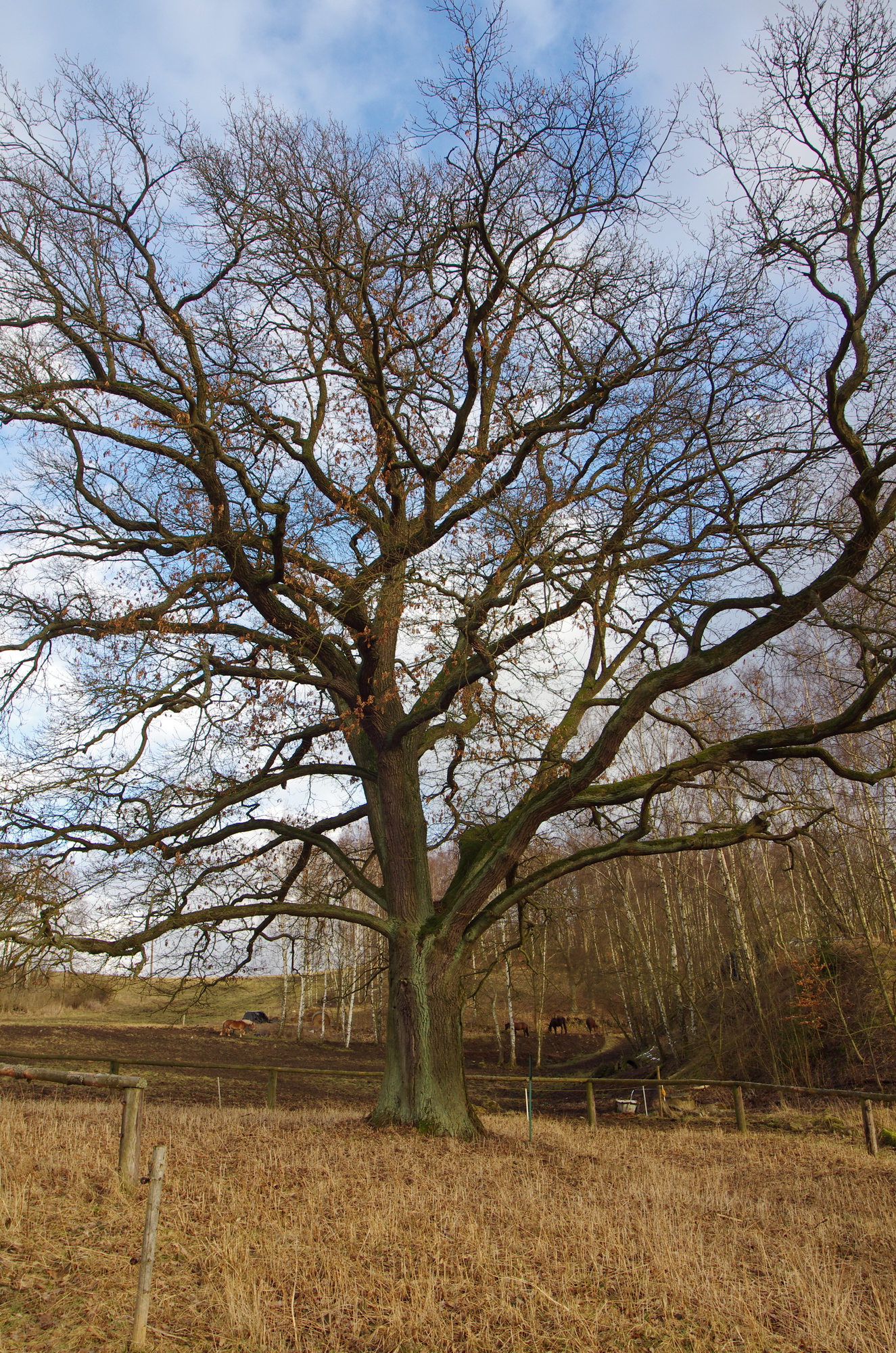
v březnu 2015
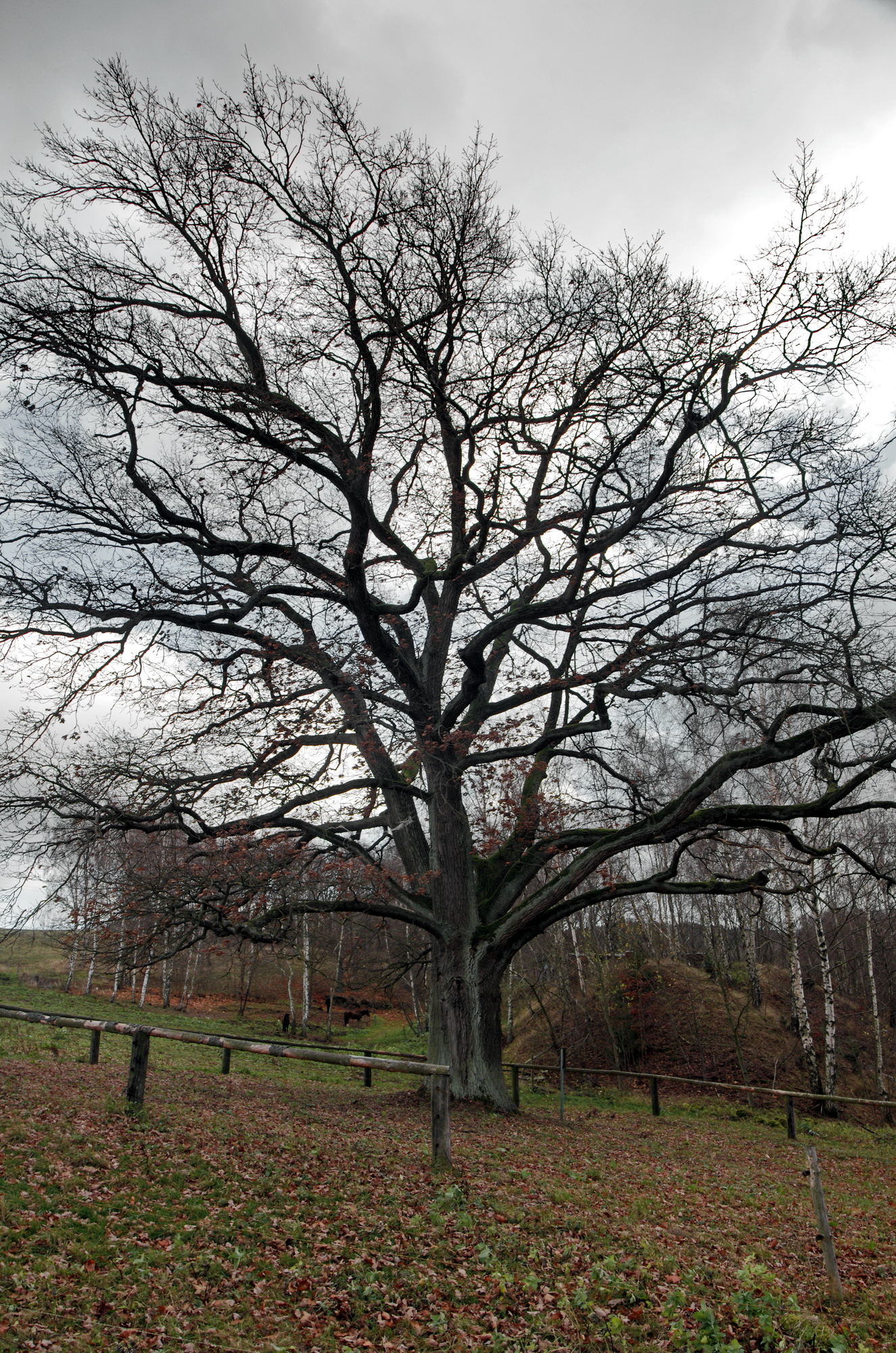
v listopadu 2015
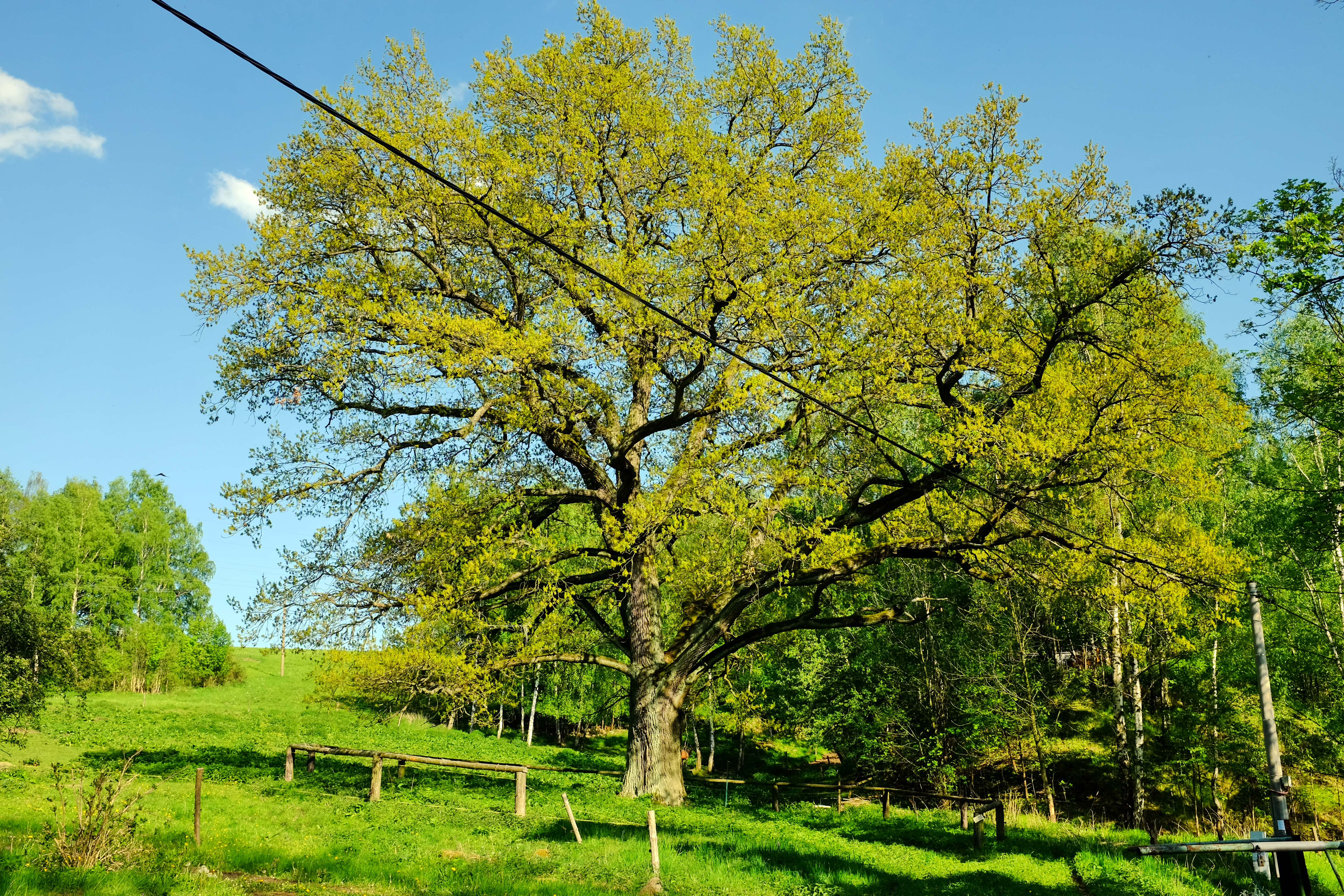
v květnu 2017
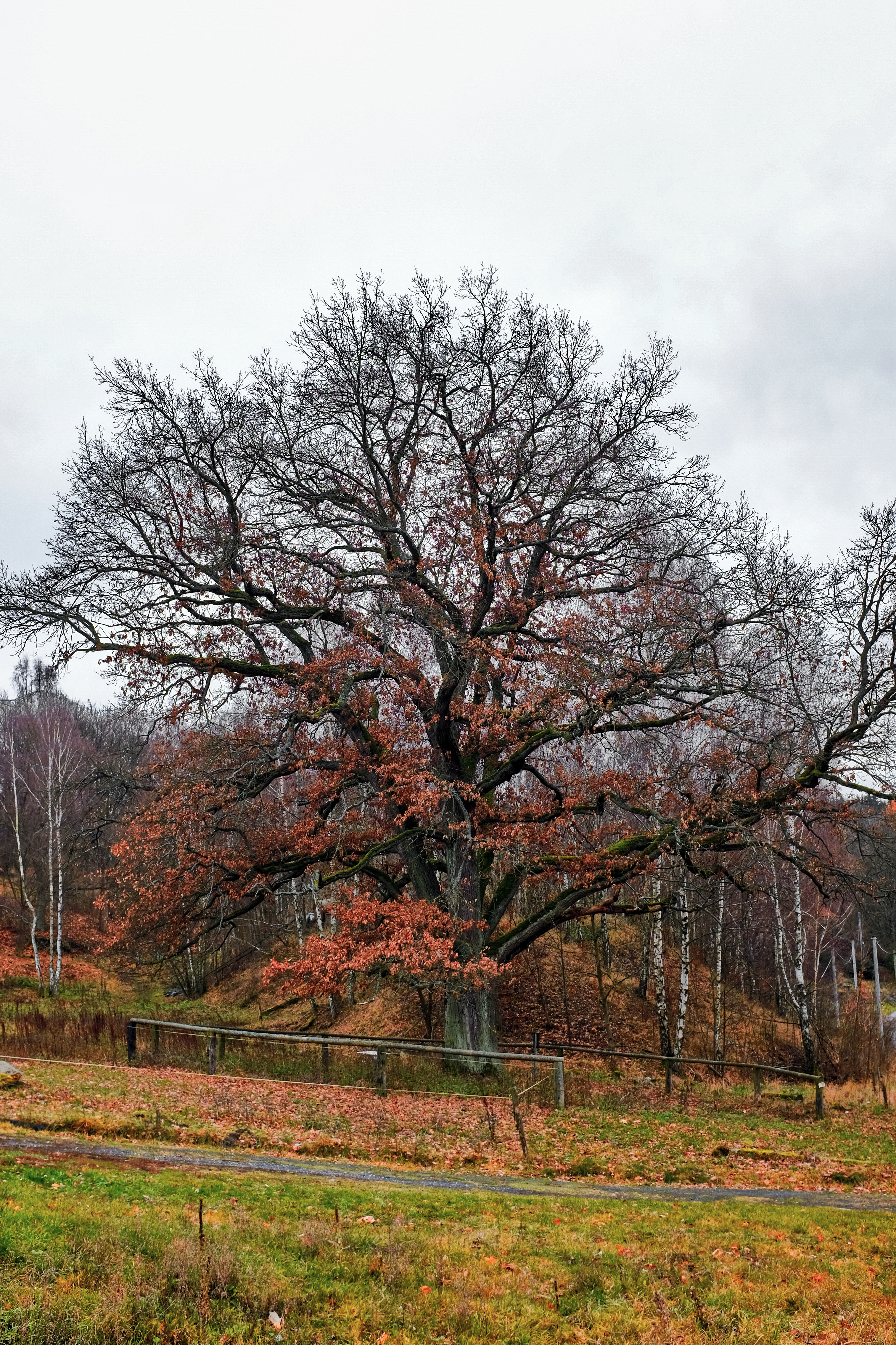
v prosinci 2019